# Schweinsfische
Die Schweinsfische (Congiopodus) sind eine Gattung der Barschartigen (Perciformes). Die trägen Bodenbewohner leben in den kühlen Meeren der südlichen Erdhalbkugel an den Küsten Neuseelands, Patagoniens und des südlichen Afrikas, in Tiefen von 20 bis 500 Metern.

## Merkmale
Die Fische werden 20 bis 75 Zentimeter lang. Der Kopf ist gepanzert. Ihre Schnauze ist relativ lang, Zähne sind klein oder fehlen. Die kleinen Kiemenöffnungen liegt weit unten über dem Ansatz der Bauchflossen. Auf jeder Kopfseite befindet sich nur eine Nasenöffnung. Schweinsfische sind schuppenlos, ihre Haut ist manchmal granuliert. Das Seitenlinienorgan ist gut entwickelt. Die Rückenflosse ist durchgehend.
- Flossenformel: Dorsale VIII–XXIII/8–14, Anale 0–III/5–10, Pectorale 8–12.[1]
- Wirbel: 28–39.

## Systematik
Congiopodus, die wissenschaftliche Bezeichnung der Schweinsfische, wurde 1811 durch den englischen Naturforscher George Perry geprägt. 1889 führte der US-amerikanische Ichthyologe Theodore Nicholas Gill die Familie Congiopodidae ein.
Es gibt sechs Arten.
- Congiopodus coriaceus
- Congiopodus kieneri
- Congiopodus leucopaecilus
- Congiopodus peruvianus
- Congiopodus spinifer
- Congiopodus torvus

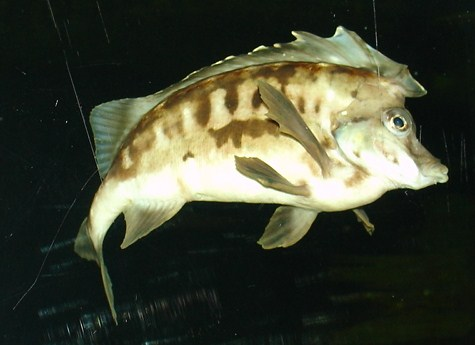
Congiopodus leucopaecilus

Drei weitere Gattungen die zeitweise in die Familie Congiopodidae gestellt wurden, gehören heute zu eigenständigen Familien, Perryena zu den Perryenidae und Alertichthys und Zanclorhynchus zu den Zanclorhynchidae.
Die Schweinsfische werden für gewöhnlich in die Gruppe der Drachenkopfverwandten (Scorpaenoidei) gestellt. Eine im Februar 2018 veröffentlichte Untersuchung ergab, dass sie den Groppenverwandten (Cottales) und den Aalmutterverwandten (Zoarcales) näher stehen, als den Scorpaenoidei. Die Familie wurde deshalb in eine eigene, monotypische Unterordnung gestellt, die Congiopodoidei.